# 上沼恵美子のニッポン放送初上陸!2005年言いたい放題
『上沼恵美子のニッポン放送初上陸!2005年言いたい放題』（かみぬまえみこのにっぽんほうそうはつじょうりくにせんごねんいいたいほうだい）はニッポン放送にて2005年12月18日に放送されたトーク番組である。

## 番組概要
ニッポン放送は2005年12月の聴取率調査週間時の番組編成にて、同局に一度も出演経験が無い、上沼をブッキングした特別番組を編成した。上沼は婚姻後、夫である上沼真平との専業主婦から芸能界復帰の約束で、仕事をする地域の範囲を京阪神に限定しているため、東京のラジオ局で初めて番組を出演する番組となった。
当該番組担当後、上沼のニッポン放送でレギュラー番組及び特別番組に出演する機会は無かった。しかし、2015年2月18日に約10年振りに同局で放送されている『オールナイトニッポンGOLD』に出演し、そのまた5年後にも同番組に出演した。

## 出演者

### パーソナリティ
- 上沼恵美子（タレント、歌手）

## 放送時間
- 日曜 18:00 - 21:00 - 2005年12月18日